# 罗纳德·戴维斯
罗纳德·戴维斯（英語：Ronald Davis，1914年12月28日—1989年10月24日），英国前男子曲棍球运动员。他曾代表英国国家队参加1948年夏季奥林匹克运动会曲棍球比赛，结果队伍获得一枚银牌。